# 义渠安国
义渠安国（?—?），姓义渠，名安国，西汉义渠（今甘肃省庆阳市和泾川县一带）人。
古义渠国遗民，以族为姓。汉宣帝时为光禄大夫，奉命巡视诸羌，先零羌首领请求将牧区迁移到湟水北面，“逐民所不田处畜牧”。他没有奏请皇帝即行许诺，诸羌由此渡湟水北进。元康三年（前63年），先零羌和诸羌解仇为盟。因渡湟羌人与汉朝地方官发生矛盾，羌民联合反抗，神爵元年（前61年），汉朝派他再巡视羌地，他召先零羌首领三十余人（一说四十余人），加以诛杀。他又纵兵滥杀羌民千余，引起羌人反叛。被任命为骑都尉率军三千抵御诸羌，兵败引回。